# Доршаков, Владимир Александрович
Владимир Александрович Доршако́в (26 мая 1931, д. Юксовичи, Подпорожский район, Ленинградская область, РСФСР — 27 июня 2016, Петрозаводск, Российская Федерация) — советский государственный и хозяйственный деятель, председатель исполнительного комитета Петрозаводского городского Совета народных депутатов (1982—1986).

## Биография
Родился в многодетной крестьянской семье. Отец погиб на фронте в годы Великой Отечественной войны.
Деревня, где проживала семья, была оккупирована финскими войсками в конце 1941 года. С декабря 1941 по июнь 1944 года семья Доршаковых содержалась финскими оккупантами в Петрозаводском концлагере № 5.
В послевоенное время в 1945—1947 годах учился в Череповецком училище юнг.
Окончил школу рабочей молодёжи в Петрозаводске, служил в рядах Советской армии.
После демобилизации работал в Петрозаводском городском комитете ВЛКСМ, вторым, а затем первым секретарём городского комитета. В эти годы окончил Ленинградскую Высшую партийную школу и Петрозаводский государственный университет по специальности инженер-механик.
В 1970—1982 годах — министр бытового обслуживания Карельской АССР.
В 1982—1986 годах — председатель исполнительного комитета Петрозаводского городского Совета народных депутатов.
Неоднократно избирался депутатом Верховного Совета Карельской АССР.

## Награды и звания
Награжден орденом Дружбы народов и двумя орденами Знак Почёта.
Заслуженный работник бытового обслуживания РСФСР.